# Независимост (площад в София)
Вижте пояснителната страница за други значения на Независимост.
Вижте пояснителната страница за други значения на Ларго.
Площад „Независимост“, наричан неофициално Ларго, се намира в центъра на София.
Някои от най-важните държавни сгради на страната са разположени край площада, поради което е използван за официални протоколни церемонии и за други публични изяви, включително за граждански протести. Считан е за централния площад на столицата – както заради значението на тези сгради, така и поради централното му и възлово транспортно разположение в града.
Заема част от древния укрепен град Сердика. Започва от запад от бул. „Княгиня Мария Луиза“ и пл. Света Неделя. Разположен е в направление запад – изток. Размерите му са приблизително дължина 200 метра и широчина 50 м.

## Ларго
Ларго за местните жители (или Софийско ларго за останалите) е разпространено в миналото разговорно наименование на пл. „Независимост“ в София:
- с разширено значение: с района около площада[2]
- със стеснено (ново и рядко) значение: монументалните сгради от 1950-те години около площада (ЦУМ, Министерски съвет, Министерство на труда, Партиен дом, Президентство, МОН, х. „Балкан“)[3]

## Обекти
Около площада са разположени следните обекти (по часовниковата стрелка):
- от север: Централен универсален магазин, Министерски съвет, Министерство на труда;
- от изток: пешеходен подлез, сграда на Народното събрание (бивш Партиен дом);
- от юг: Президентство, Министерство на образованието и науката, хотел „Балкан“;
- от запад: статуя на София, пешеходен подлез с църква „Св. Петка“.

В центъра му понастоящем е изкопан дълъг отвор (на мястото на предишната цветна алея) за разглеждане на Археологическия комплекс „Сердика“ с останките на древната крепост, разположени на равнището на църквата в подлеза. По-ниско са тунели с метростанциите „Сердика“ (за 1-ва и за 2-ра метролиния) на Софийското метро.

## История
Създаден е през 1950-те години, като са съборени полуразрушени от бомбардировки по-стари постройки, за да се построят монументалните сгради, които днес го заобикалят. От западната страна на Ларгото по времето на НРБ на границата със съседния пл. „Ленин“ (днес отново пл. „Св. Неделя“) е издигнат паметник на Владимир Ленин, който през 1990-те години е премахнат и по-късно (2000 г.) е заменен от статуята на св. София.
До 2010-те години през площада успоредно вървят еднопосочни платна (продължения на булевардите „Княз Александър Дондуков“ и „Цар Освободител“), разделени от цветна алея. Достъпът за пешеходци е по широките тротоари отстрани на пътните платна и плочника пред Партийния дом.
По време на разширяването на подлеза под площада и строежа на метростанция „Сердика II“ пътните платна се събират откъм южната му част и се отваря широко пешеходно пространство в северната му част в началото на 2013 г.
Под Ларгото са разкрити огромни площи с богати останки от древната и средновековна история на София.